# Richard Parkes Bonington
Richard Parkes Bonington (25. října 1802, Arnold u Nottinghamu – 23. září 1828, Londýn) byl anglický romantický krajinář. Ve svých 14 letech se přestěhoval do Francie a může být tedy považován i za francouzského umělce. Jeho krajiny jsou většinou obrazy pobřežních scén s nízkým horizontem se zvláštním zaměřením na oblohu, na které můžeme pozorovat brilantní uměleckou práci se světlem a celkovou atmosférou krajiny.

## Galerie

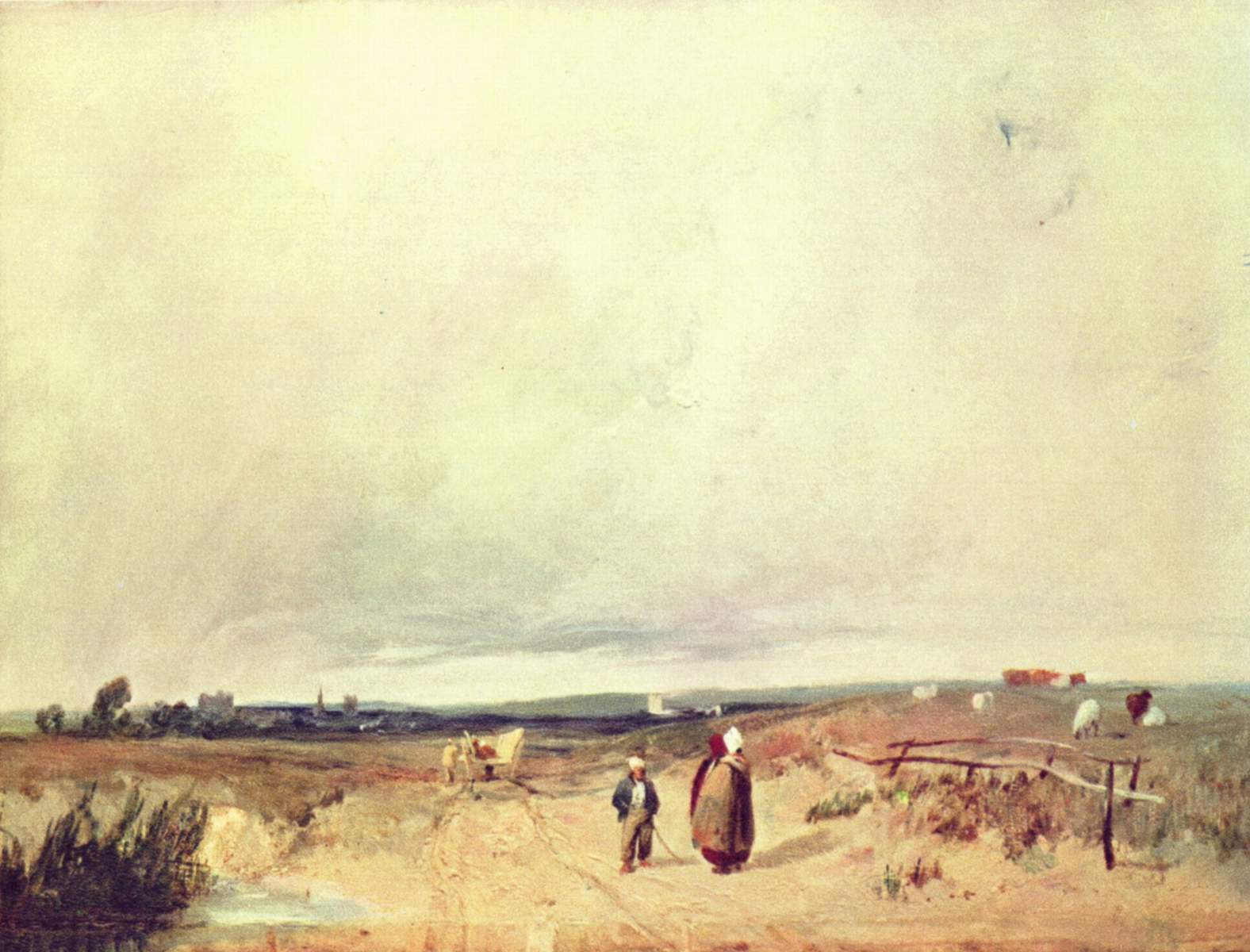
Normandie asi 1823
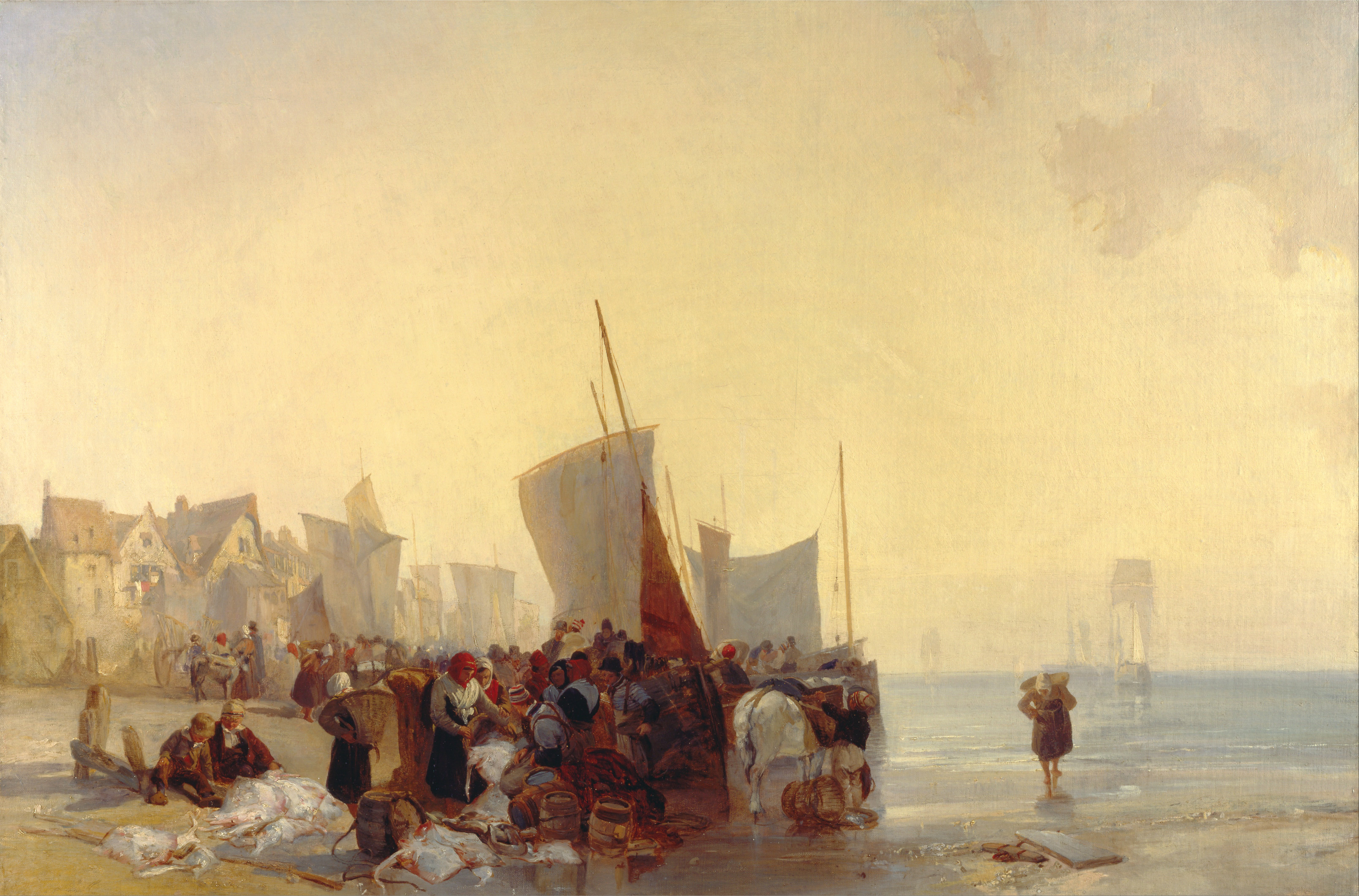
Rybí trh asi 1824
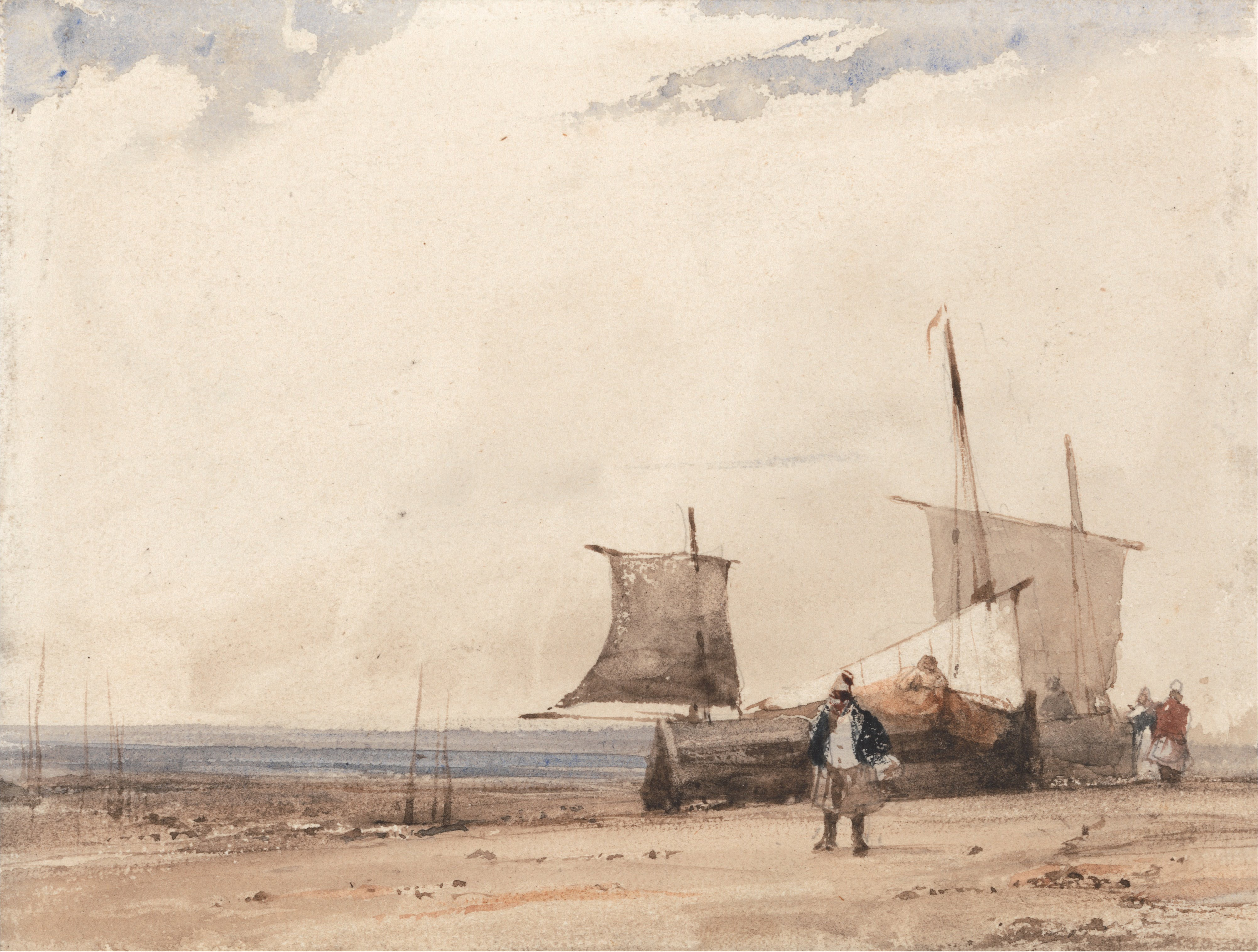
Plážová scenérie asi 1825
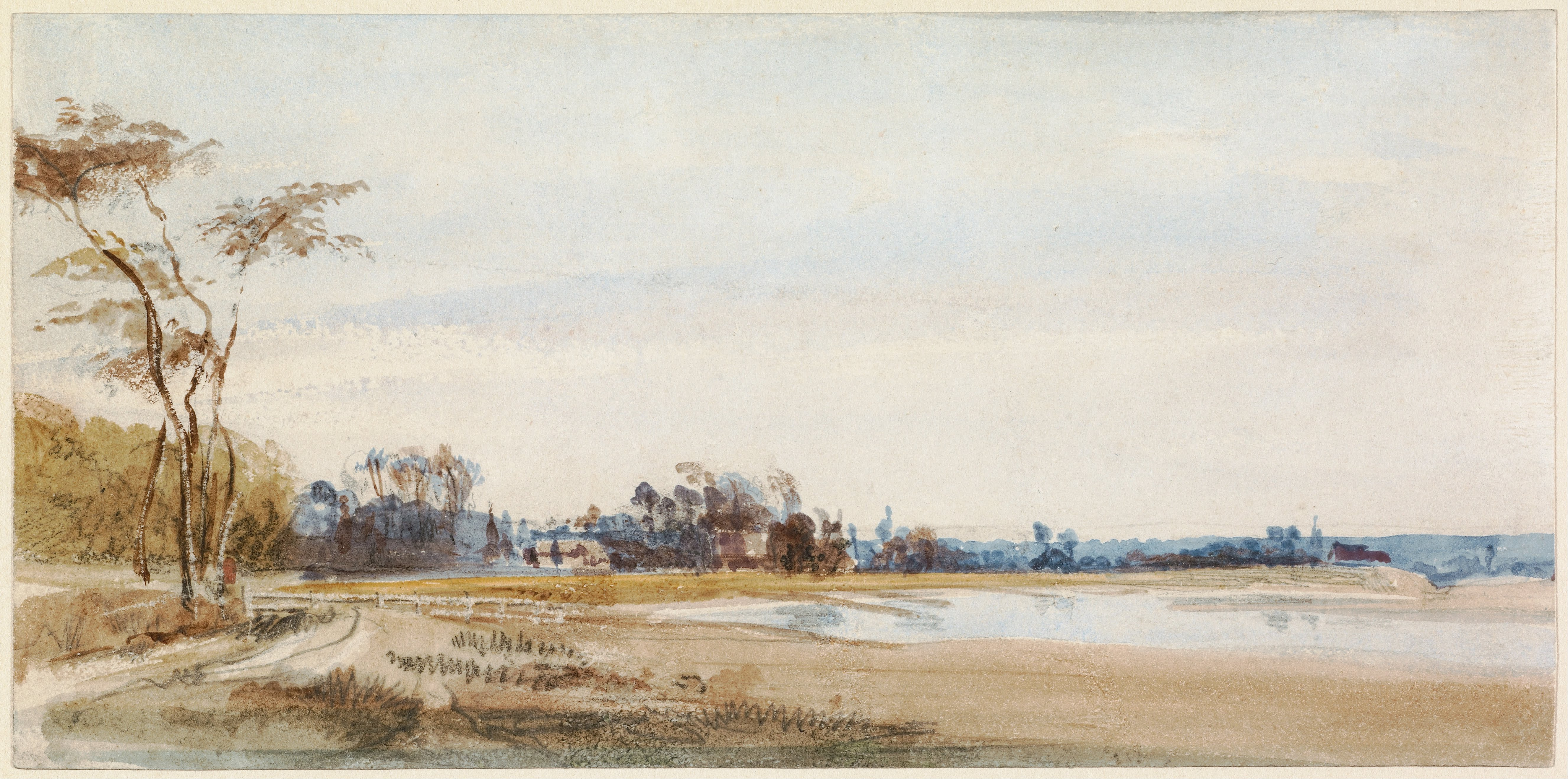
Slaniska blízko Trouville 1826